# Rachid Soualhi
Haroun Rachid Soualhi (en arabe : هارون رشيد صوالحي) est un footballeur international algérien né le 16 janvier 1949 à Batna. Il évoluait au poste de gardien de but.

## Biographie

### En club
Il évoluait en première division algérienne avec le club du CA Batna après avoir passé plusieurs années dans des divisions inférieures au MSP Batna.

### En équipe nationale
Il reçoit deux sélections en équipe d'Algérie entre 1971 et 1972. Son premier match a eu lieu le 24 novembre 1971 contre la Libye (nul 0-0). Son dernier match a eu lieu le 12 mars 1972 contre la Guinée (défaite 5-1).